# امپراتور آنیی
امپراتور آنیی (به ژاپنی: 安寧天皇؛ آنیی تِننو) سومین امپراتور ژاپن بود، که با توجه به نظم سنتی جانشینی به این منصب رسید. اطلاعات بسیار کمی در مورد این امپراتور به دلیل کمبود مواد موجود برای تأیید و مطالعه بیشتر است. آنی در میان مورخان به عنوان یک «امپراتور افسانه ای» شناخته می‌شود زیرا وجود واقعی او مورد مناقشه است. هیچ چیز در کوجیکی به جز نام و شجره‌نامه او وجود ندارد. ظاهراً سلطنت آنیی در سال ۵۴۹ قبل از میلاد آغاز شد، او یک همسر و سه پسر داشت. پس از مرگ او در سال ۵۱۱ قبل از میلاد، پسر دوم یا سوم او ظاهراً امپراتور بعدی شد.
همچنین به عنوان شیکیتسوهیکو تامادامه نو میکوتو نیز، شناخته می‌شود،